# 佐藤甚次郎
佐藤 甚次郎（さとう じんじろう、1914年（大正3年）11月24日 - 2002年（平成14年）10月1日）は、日本の地理学者（地理学）。

## 略歴
山形県鶴岡市生まれ。東京高等師範学校研究科地理科卒、日本大学法文学部史学科地理学卒、日本女子大学附属高等学校教諭、1965年「日本農家の間取型に関する地理学的研究」で、東京教育大学より理学博士の学位を取得。日本女子大学教授、1985年定年、名誉教授。
1987年、勲四等旭日小綬章を受章。2002年10月1日、脳腫瘍による虚血性心不全のため死去。

## 著書
- 『私たちのすまい』竹内途夫絵 筑摩書房 小学生全集、1953
- 『日本のすまい』講談社の学習図鑑、1954
- 『統計図表と分布図』古今書院、1971
- 『生活文化と土地柄 生活地理学序説』大明堂、1976
- 『明治期作成の地籍図』古今書院、1986
- 『神奈川県の明治期地籍図 東京三多摩を含む地域の公図のなりたちと特色』暁印書館、1993
- 『公図読図の基礎』古今書院、1996
- 『千葉県の公図 そのルーツと特色と影響』暁印書館、1999

### 共著編
- 『人文地理の完成8週間 大学入試』別技篤彦共著 山海堂 完成8週間叢書、1951
- 『玉川こども百科 90 とうほく』編 誠文堂新光社、1959

## 参考
- 『明治期作成の地籍図』著者紹介
- 『人物物故大年表』